# Petr Šmejc
Petr Šmejc (* 7. března 1978 Jilemnice) je bývalý český sdruženář, který závodil v letech 1995–2003.
Startoval na ZOH 1998 a 2002, jeho nejlepším individuálním umístěním je 24. místo ze sprintu v Salt Lake City 2002. Na týchž hrách pomohl českému týmu k devátému místu v závodu družstev. Na juniorském světovém šampionátu 1995 získal stříbrnou medaili v závodě družstev, zúčastnil se také seniorského mistrovství světa v roce 1999.